# ヴァルチーニョ
ヴァルチーニョ（Waltinho）ことワウテル・フェルナンデス・ダ・コスタ（Walter Fernandes da Costa, 1991年11月24日 - ）は、ブラジル・ペルナンブーコ州レシフェ出身のフットサル選手。FSカルタヘナ所属。ポジションはパワー系のピヴォ。

## 経歴
2013年にはブラジルのCADグアラプアヴァでプレーした。2013年にはイタリアのルパレンセ・カルチョに移籍し、2013-14シーズンのセリエA1で優勝した。8クラブによるプレーオフラウンドではチーム4位の4得点を挙げている。2014-15シーズンのセリエAでは、レギュラーシーズンでチームトップの18得点（リーグ3位タイ）を挙げ、プレーオフラウンドでチーム2位の5得点（リーグ4位タイ）を挙げた。前年度に続いてプレーオフ決勝に進出したが、カオス・レッジョ・エミリア・カルチョに敗れて準優勝に終わっている。2015年にはセリエA2（2部）から昇格したばかりのコジアンコ・ジェンツァーノに移籍。2015-16シーズンのレギュラーシーズンではチームトップの15得点（リーグ10位タイ）を挙げたが、コジアンコはプレーオフ1回戦で敗れている。
2016-17シーズンはリーガ・プラカルドのADフンダオでプレーし、16試合13得点の記録を残した。
2017年6月、Fリーグの名古屋オーシャンズに移籍した。同時期に加入したルイジーニョとは1年ほど同じクラブでプレーしたことがあった。第3節の湘南ベルマーレ戦でデビューして初得点を記録した。
2017-18シーズンはFリーグで29試合に出場して、リーグ9位の23得点を挙げた。このシーズンのFリーグで名古屋オーシャンズは2年ぶりにリーグ優勝を果たしている。2018-19シーズンは33試合に出場して34得点を挙げ、リーグ得点王とベスト5のタイトルを獲得した。このシーズンのFリーグで名古屋オーシャンズは2連覇を達成した。2019年にはクラブがAFCフットサルクラブ選手権で優勝したが、1しかない外国人枠ではペピータが出場し、ヴァルチーニョは同大会に出場していない。2019-20シーズンは30試合に出場して43得点を挙げ、2シーズン連続でリーグ得点王とベスト5に輝いた。2020年3月退団。
2020年6月、スペインLNFSリーグ1部のFSカルタヘナに移籍した。

## 所属クラブ
- 2012  ADティグレ
- 2013  CADグアラプアヴァ（ポルトガル語版）
- 2013-2015  ルパレンセ・カルチョ
- 2015-2016  コジアンコ・ジェンツァーノ（イタリア語版）
- 2016  ペスカーラ・カルチョ a 5（英語版）
- 2016-2017  ADフンダオ
- 2017-2020  名古屋オーシャンズ
- 2020-  FSカルタヘナ（英語版）

## タイトル
クラブ
- Fリーグ (3) : 2017-18, 2018-19, 2019-20
- JFA 全日本フットサル選手権大会 (2) : 2018, 2019
- Fリーグ オーシャンカップ (3) : 2017, 2018, 2019
- AFCフットサルクラブ選手権 (1) : 2019

個人
- Fリーグ得点王 (2) : 2018-19, 2019-20
- Fリーグベスト5 (2) : 2018-19, 2019-20

## 個人成績
| 国内大会個人成績 | 国内大会個人成績 | 国内大会個人成績 | 国内大会個人成績 | 国内大会個人成績 | 国内大会個人成績 | 国内大会個人成績 | 国内大会個人成績 | 国内大会個人成績 | 国内大会個人成績 | 国内大会個人成績 | 国内大会個人成績 |
| 年度             | クラブ           | 背番号           | リーグ           | リーグ戦         | リーグ戦         | リーグ杯         | リーグ杯         | オープン杯       | オープン杯       | 期間通算         | 期間通算         |
| 年度             | クラブ           | 背番号           | リーグ           | 出場             | 得点             | 出場             | 得点             | 出場             | 得点             | 出場             | 得点             |
| 日本             | 日本             | 日本             | 日本             | リーグ戦         | リーグ戦         | オーシャン杯     | オーシャン杯     | 全日本選手権     | 全日本選手権     | 期間通算         | 期間通算         |
| ---------------- | ---------------- | ---------------- | ---------------- | ---------------- | ---------------- | ---------------- | ---------------- | ---------------- | ---------------- | ---------------- | ---------------- |
| 2017-18          | 名古屋           | 10               | Fリーグ          | 29               | 23               |                  |                  |                  |                  |                  |                  |
| 2018-19          | 名古屋           | 10               | Fリーグ          | 33               | 34               |                  |                  |                  |                  |                  |                  |
| 2019-20          | 名古屋           | 10               | Fリーグ          | 30               | 43               |                  |                  |                  |                  |                  |                  |
| 通算             | 日本             | 日本             | Fリーグ          | 92               | 100              |                  |                  |                  |                  |                  |                  |
| 通算             | 日本             |                  |                  |                  |                  |                  |                  |                  |                  |                  |                  |
| 総通算           |                  |                  |                  |                  |                  |                  |                  |                  |                  |                  |                  |